# Dahlgrenius elegantulus
Dahlgrenius elegantulus är en skalbaggsart som först beskrevs av Sylvain Auguste de Marseul 1855.  Dahlgrenius elegantulus ingår i släktet Dahlgrenius och familjen stumpbaggar. Inga underarter finns listade i Catalogue of Life.